# ウェークアップ!
『ウェークアップ』は、1991年（平成3年）1月5日から2005年（平成17年）3月26日 (第1期）、および2021年（令和3年) 3月6日 (第2期）から2025年（令和7年）3月29日まで、読売テレビ (ytv) の制作により、日本テレビ系列局で毎週土曜日の8:00 - 9:25（JST）に生放送されていた報道番組・情報番組である。 2005年3月26日（第1期）までの番組名は『ウェークアップ!』。放送時間帯は、前述の通り前番組『これが問題!土曜8時』および前後番組『ウェークアップ!ぷらす』と同じく毎週土曜日の 8:00 - 9:25（JST）。
この項目では、『ウェークアップ!ぷらす』の後番組として2021年3月6日から2025年3月29日まで放送されていた『ウェークアップ』についても述べる。

## 番組概要・内容
内容は『これが問題!土曜8時』を多少ブラッシュアップし、1週間の時事・政治・情勢を振り返るコーナーを中心に構成。ただし生放送の観点を活かして有事の際はリアルタイムに速報を入れる。2023年春時点で同時間帯ではテレビ東京系を除き他局も在阪局制作の番組を放送しているが、硬派な内容を取り扱うのは唯一である。また前番組はキー局・日本テレビも含めてフルネット局のみでの放送であったが、第1期放送時にそれまで裏番組である朝日放送制作のワイドショーをネットしていた一部の系列局がテレビ朝日系新規開局によるクロスネット解消などで当番組のネットに順次切り替えたことや日テレ系新規開局によりネット局が拡大した（詳細は#ネット局の欄を参照）。
放送開始時の総合司会にはこの時点より桂文珍を起用する予定だったが、当時持っていた裏番組（ABCラジオ『文珍のおもしろラジオ』）との兼ね合いで、4月以降でないと出演できない事態になってしまった。しかし、春の改編期よりも3か月早くスタートさせたかったよみうりテレビは、急きょ3か月間のリリーフという形で、『ズームイン!!朝!』を離れ、当時関西ローカルで放送されていた平日夕方のニュース番組『ニューススクランブル』のキャスターを務めていた辛坊治郎（当時よみうりテレビアナウンサー）に総合司会をオファーし、辛坊を初代総合司会という形でスタートした。そして、3か月後の同年4月には予定通り文珍が加入。辛坊は、文珍とのコンビで引き続き2年間担当したが、番組を一度降板する形となった。
その後文珍は14年間にわたって総合司会を務めたが、落語業に専念することを理由に自ら降板を申し出たため、2005年（平成17年）3月26日の放送を以って『ウェークアップ!』としてのタイトルでの放送は終了した。同年4月2日から題名を『ウェークアップ!ぷらす』に改め、同局の解説委員に異動していた辛坊が12年ぶりに総合司会に復帰。当時『ズームイン!!SUPER』の解説担当として日本テレビを主軸にしていたが、金曜の放送後に帰阪し生放送を行った。以後15年以上辛坊が司会を務めたが、今度は辛坊が自身の都合で2021年2月27日をもって番組を降板することになり、16年ぶりに『ウェークアップ』（感嘆符なし）としてタイトルを変えた上で、大幅に番組内容をリニューアルし現在に至る。
なお、読売テレビ側は本番組と『ウェークアップ!ぷらす』を同一番組と見做しており、番組公式HPには、2008年（平成20年）迄は本番組時代のバックナンバーも掲載されていた（2009年1月以降のバックナンバーは2年分までしかないため、本番組時代のバックナンバーは掲載されていない）。また、そのこともあり、在阪局発の当該時間帯の番組では最も歴史が長い。

## シリーズの終焉
2024年3月30日を以て野村修也が卒業。後任は山崎怜奈、福岡堅樹、秋元里奈の3名の内1人が隔週で出演担当する。肩書はパートナーで、男性MCは一旦廃止となる。その後、7月6日からは安部敏樹がパートナーに加わり、4名体制となる。
2025年3月1日、同日放送分において、同月29日をもって終了することを正式発表した。これにより1991年4月から始まった『ウェークアップシリーズ』は34年の放送に幕を閉じた。
次番組は同じく終了する前座番組『ズームイン!!サタデー』との枠を併せて現在日曜朝に日本テレビで制作・放送されている『シューイチ』を土曜にも編成する形となり、読売テレビでは『これが問題!土曜朝8時』から続いた土曜朝の生番組の制作から撤退する事となった。その一方で読売テレビ制作の土曜日の全国ネットの生放送としては昼枠にて『サタデーLIVE ニュース ジグザグ』を同年春改編で開始する。

## エピソード
- 第1回放送時、業者の都合でセットが間に合わずとりあえずのその場しのぎの間に合わせのセットで放送するハプニングがあり、当時の業者の代表がその件で出入り禁止になる。
- 1995年（平成7年）1月17日に発生した兵庫県南部地震（阪神・淡路大震災）により文珍は自宅半壊の憂き目にあい、衣類や家財道具もほとんど持ち出せなかったため、直後の1月21日の放送[8]では私服（ジャンパー姿）で出演した。なお、文珍はこの回の冒頭にて「兵庫県方面から大阪府方面への公共交通機関はすべて不通だったため、漁船にて大阪までやってきた」と述べている[9]。
- 文珍と酒井は、過去にもテレビ東京系列『クイズ地球まるかじり』で共演している。
- 桂文珍は司会降板後、『ウェークアップ!ぷらす』の裏番組であるNHK総合テレビ『ニュース深読み』→『週刊ニュース深読み』に2011年1月22日から2016年11月5日にかけて31回出演している。

## 出演者
| 期間       | 期間       | 総合司会                            | 総合司会                            | パートナー                          | サブ司会→キャスター                 | フィールドキャスター                | コメンテーター                                                                                    |
| 期間       | 期間       | 男性                                | 女性                                | パートナー                          | サブ司会→キャスター                 | フィールドキャスター                | コメンテーター                                                                                    |
| ---------- | ---------- | ----------------------------------- | ----------------------------------- | ----------------------------------- | ----------------------------------- | ----------------------------------- | ------------------------------------------------------------------------------------------------- |
| 1991.1.4   | 1991.3.30  | 辛坊治郎                            | 植村なおみ                          | （不在）                            | （不在）                            | （不在）                            | （不在）                                                                                          |
| 1991.4.6   | 1993.3.27  | 桂文珍 辛坊治郎                     | 植村なおみ                          | （不在）                            | （不在）                            | （不在）                            | （不在）                                                                                          |
| 1993.4.3   | 1994.3.26  | 桂文珍                              | 徳山順子                            | （不在）                            | （不在）                            | （不在）                            | 岩田公雄                                                                                          |
| 1994.4.2   | 1994.12.24 | 桂文珍                              | 野川由美子                          | （不在）                            | （不在）                            | （不在）                            | 岩田公雄                                                                                          |
| 1995.1.7   | 2004.3.27  | 桂文珍                              | 酒井ゆきえ                          | （不在）                            | （不在）                            | （不在）                            | 岩田公雄                                                                                          |
| 2004.4.3   | 2005.3.26  | 桂文珍                              | 酒井ゆきえ                          | （不在）                            | 明河尚美                            | （不在）                            | 岩田公雄                                                                                          |
| 2005.4.2   | 2021.2.27  | 『ウェークアップ!ぷらす』として放送 | 『ウェークアップ!ぷらす』として放送 | 『ウェークアップ!ぷらす』として放送 | 『ウェークアップ!ぷらす』として放送 | 『ウェークアップ!ぷらす』として放送 | 『ウェークアップ!ぷらす』として放送                                                               |
| 2021.3.6   | 2022.12.24 | 野村修也                            | 中谷しのぶ                          | （不在）                            | 山本隆弥                            | （不在）                            | 橋本五郎（隔週） 岩田公雄（隔週）                                                                 |
| 2022.12.31 | 2023.9.30  | 野村修也                            | 中谷しのぶ                          | （不在）                            | 山本隆弥                            | 足立夏保                            | 橋本五郎（隔週） 岩田公雄（隔週）                                                                 |
| 2023.10.7  | 2024.3.30  | 野村修也                            | 中谷しのぶ                          | （不在）                            | 山本隆弥                            | 足立夏保 西尾桃                     | 橋本五郎（隔週） 岩田公雄（隔週）                                                                 |
| 2024.4.6   | 2024.6.29  | （不在）                            | 中谷しのぶ                          | 山崎怜奈 福岡堅樹 秋元里奈          | 山本隆弥                            | 足立夏保 西尾桃                     | 橋本五郎（隔週） 岩田公雄（隔週） 馬渕磨理子（隔週） 堀潤（隔週） 小西美穂（隔週） 鈴木福（隔週） |
| 2024.7.6   | 2025.3.29  | （不在）                            | 中谷しのぶ                          | 山崎怜奈 福岡堅樹 秋元里奈 安部敏樹 | 山本隆弥                            | 足立夏保 西尾桃                     | 橋本五郎（隔週） 岩田公雄（隔週） 馬渕磨理子（隔週） 堀潤（隔週） 小西美穂（隔週） 鈴木福（隔週） |

### 出演者に関する備考
- 文珍、野川、酒井、明河、野村及びコメンテーター以外は出演当時のものを含め、全員読売テレビアナウンサー。
- 酒井が夏季休暇中の時は横須賀ゆきの（当時読売テレビアナウンサー）が代役を務めた。
- 岩田は読売テレビ解説委員→解説委員長→特別解説委員。『ウェークアップ!ぷらす』及び第2期にも引き続き出演。
- 山本は『ウェークアップ!ぷらす』（2018年2月以降）から続投扱いで引き続き出演。
- 天気コーナー担当の蓬莱大介は『ウェークアップ!ぷらす』（2015年以降）から続投扱いで引き続き出演している他、中谷とは『かんさい情報ネットten.』（『ニューススクランブル』の後継番組）でも共演中。
- 2021年3月6日よりサブ司会は、キャスターに呼称変更。
- 2023年4月より気象予報士の澤麻美が加入、蓬莱と隔週で天気解説を担当する。
- 中谷が休暇や取材（ロケ含む）などで休演する際は山本が総合司会代理を担当する。2023年11月25日は足立が総合司会代理を担当した。
- 2023年10月より西尾桃が加入、足立と隔週で中継リポートを担当する。

### 週替わりコメンテーター
- 塩川正十郎（元衆議院議員、元財務大臣）
- 橋本五郎（読売新聞編集委員）
- 岩井奉信（日本大学教授、21世紀臨調委員）
- 香山リカ（精神科医、帝塚山学院大学教授）
- 國定浩一（エコノミスト、大阪学院大学教授）
- トミーズ（お笑いコンビ）
- 浅井信雄
- 早坂あきよ（タレント）
- 志方俊之（軍事アナリスト、帝京大学教授）
- 中田宏（参議院議員、元横浜市長）
- 舛添要一（国際政治学者、元参議院議員、元東京都知事）
- 森本敏（拓殖大学教授、元野村総合研究所主席研究員）
- 村尾信尚（関西学院大学教授）
- 樋口恵子（東京家政大学名誉教授、評論家）
- 江本孟紀（プロ野球解説者、元参議院議員）
- 福島瑞穂（社会民主党参議院議員、弁護士）
- 植草一秀（経済学者、経済評論家）
- 原田和明（三和総合研究所理事長）
- ペマ・ギャルポ（チベット亡命政府関係者）
- 大嶽秀夫（京都大学教授）
- 本間正明（大阪大学教授）
- 井沢元彦（作家）
- 小川和久（軍事アナリスト）
- 内橋克人（経済評論家）
- 斎藤精一郎（立教大学教授）
- 紺谷典子（経済ジャーナリスト）
- 鈴木福（俳優）
- 山崎怜奈（タレント・ラジオパーソナリティ、元乃木坂46メンバー）

など多数。

## テーマソング
- 竹村延和による番組オリジナル曲（インスト）が使われていた。

- 第2期ではcobaが作曲したものが使われている。

## ネット局
| 放送対象地域   | 放送局                    | 系列           | 放送曜日・時間     | 備考                                |
| -------------- | ------------------------- | -------------- | ------------------ | ----------------------------------- |
| 近畿広域圏     | 読売テレビ（ytv）         | 日本テレビ系列 | 土曜日 8:00 - 9:25 | 制作局                              |
| 北海道         | 札幌テレビ（STV）         | 日本テレビ系列 | 土曜日 8:00 - 9:25 |                                     |
| 青森県         | 青森放送（RAB）           | 日本テレビ系列 | 土曜日 8:00 - 9:25 | 1991年10月5日からネット開始         |
| 岩手県         | テレビ岩手（TVI）         | 日本テレビ系列 | 土曜日 8:00 - 9:25 |                                     |
| 宮城県         | ミヤギテレビ（MMT）       | 日本テレビ系列 | 土曜日 8:00 - 9:25 |                                     |
| 秋田県         | 秋田放送（ABS）           | 日本テレビ系列 | 土曜日 8:00 - 9:25 | 1992年10月3日からネット開始         |
| 山形県         | 山形放送（YBC）           | 日本テレビ系列 | 土曜日 8:00 - 9:25 | 1993年4月3日からネット開始          |
| 福島県         | 福島中央テレビ（FCT）     | 日本テレビ系列 | 土曜日 8:00 - 9:25 |                                     |
| 関東広域圏     | 日本テレビ（NTV）         | 日本テレビ系列 | 土曜日 8:00 - 9:25 |                                     |
| 新潟県         | テレビ新潟（TeNY）        | 日本テレビ系列 | 土曜日 8:00 - 9:25 |                                     |
| 長野県         | テレビ信州（TSB）         | 日本テレビ系列 | 土曜日 8:00 - 9:25 | 1991年4月6日からネット開始          |
| 静岡県         | 静岡第一テレビ（SDT）     | 日本テレビ系列 | 土曜日 8:00 - 9:25 |                                     |
| 富山県         | 北日本放送（KNB）         | 日本テレビ系列 | 土曜日 8:00 - 9:25 |                                     |
| 石川県         | テレビ金沢（KTK）         | 日本テレビ系列 | 土曜日 8:00 - 9:25 |                                     |
| 中京広域圏     | 中京テレビ（CTV）         | 日本テレビ系列 | 土曜日 8:00 - 9:25 | [ 16 ]                              |
| 鳥取県・島根県 | 日本海テレビ（NKT）       | 日本テレビ系列 | 土曜日 8:00 - 9:25 |                                     |
| 広島県         | 広島テレビ（HTV）         | 日本テレビ系列 | 土曜日 8:00 - 9:25 | [ 17 ]                              |
| 山口県         | 山口放送（KRY）           | 日本テレビ系列 | 土曜日 8:00 - 9:25 | 1993年10月2日からネット開始         |
| 徳島県         | 四国放送（JRT）           | 日本テレビ系列 | 土曜日 8:00 - 9:25 | 2001年10月6日からネット開始         |
| 香川県・岡山県 | 西日本放送（RNC）         | 日本テレビ系列 | 土曜日 8:00 - 9:25 |                                     |
| 愛媛県         | 南海放送（RNB）           | 日本テレビ系列 | 土曜日 8:00 - 9:25 | 1993年10月2日からネット開始         |
| 福岡県         | 福岡放送（FBS）           | 日本テレビ系列 | 土曜日 8:00 - 9:25 |                                     |
| 長崎県         | 長崎国際テレビ（NIB）     | 日本テレビ系列 | 土曜日 8:00 - 9:25 | 1991年4月開局から・4月6日ネット開始 |
| 熊本県         | くまもと県民テレビ（KKT） | 日本テレビ系列 | 土曜日 8:00 - 9:25 |                                     |
| 鹿児島県       | 鹿児島読売テレビ（KYT）   | 日本テレビ系列 | 土曜日 8:00 - 9:25 | 1994年4月開局から・4月2日ネット開始 |

### 備考
- 同じく日本テレビ系列でありながら、山梨放送、福井放送[21]、高知放送の3局はABC制作のワイドショーを継続して放送していたため、一貫して非ネットであった（2025年現在も同時間におけるABCからのネットは継続中）。この3局は本番組の後継にあたる『サタデーLIVE ニュース ジグザグ』よりネットを開始している。
- また、フジテレビ系とのクロスネットであるテレビ大分とテレビ宮崎の2局も、当該時間帯は関西テレビ制作土曜朝のワイドショーをネットしているため、本番組は非ネットであった（2025年現在も同時間における関西テレビからのネットは継続中）。
  - 同様に、鹿児島読売テレビ開局前の1994年3月まで、鹿児島県での日本テレビ系列局であった鹿児島テレビ[22]も、当該時間帯は関西テレビ制作土曜朝のワイドショーを放送していたため、同じく非ネットであった。

## スタッフ（第1期）
第1期（最終回時点）
- ディレクター：藤田和昭、若奉典、三好隆之、松本美由紀、浜田慎也、沼澤誠、中村マゼラン太郎、政岡建志、嶋田智、寺澤崇、小林計洋
- 演出：遠山哲司、太田匡隆
- 構成：北村誠人、今村良樹、上田信彦、中山ユキオ
- 技術：澤野茂
- TD：小野木晋
- SW：平松雅之
- カメラ：福場清正
- 音声：滝澤亮
- VE：鈴木淳之
- 音効：飯谷晴重
- TK：本行真由美
- 照明：浜野眞治
- 美術：伊藤大樹
- 編集：定祐美佳、甲斐慎治、一瀬義和、松崎修三、宮村泰弘
- プロデューサー：中江達朗、下村裕明
- チーフプロデューサー：山内隆行
- 制作協力：日本テレビ、NNN各局
- 制作著作：よみうりテレビ

## スタッフ（第2期）
第2期（2025年3月29日時点）
- 演出：大野木貴弘、武藤将大、中村健二（共にその他は毎週ディレクター、武藤→D担当回は2022年1月22日-）（週替り）
- ディレクター：藤田泰人、浜田慎也、谷河悠規、平山義隼、岶尾文弥、垣谷理恵、野島穣治、坂梨俊、橋本雅之（岶尾→2021年3月はAD、岶尾・野島→2021年4月3日-、野島→以前は週替り、垣谷→2024年4月6日-、坂梨→2024年6月8日-、橋本→2025年3月29日）
- AD：西田京香、坂本光、正城璃子、山本未由（西田→2022年10月8日-、坂本→2023年4月1日-、正城→2023年6月10日-、山本→2023年11月18日-）
- 構成：森本雄矢（不定期）
- 東京スタッフ：林エリ、鈴木日香里（毎週）、鈴木秀俊、鈴木潤、柘植一人、杉山亮、三浦隆志、上野正樹（週替り）
- AP：石川晶世
- TD：池見憲一（以前はTD/VE）、三ツ屋貴友、小野木晋、鈴木直人（鈴木→以前はTD/音声►一時離脱）、三村将之（三村→以前はTD/音声）（週替り）
- TD/SW：杉本麻也、坂口裕一（週替り）
- TD/VE：菊地健（週替り）
- TD/音声：沖田一剛（週替り）
- SW：野口忠繁、坂口拓磨（週替り）
- VE：矢野鼓子、景川慶三、古門優弥、田渕敬昌、綾井星太、鈴木淳之、今中萌那、松下英男（週替り）
- カメラ：岡田英樹、金永浩二、横田浩一、佐々木健太、土肥俊之、南出絵理、五十嵐剛（週替り）
- 音声：濱田浩平、後藤敬介、畑仲豊萌、南谷良美、藤本博樹、四方武範（週替り）
- 照明：鷲津繋比古（以前は不定期、基本毎週）、窪内誠（以前はVE→一時離脱）、窪田和弘（窪田→一時離脱）（不定期）
- TK：本行真由美（基本毎週）、藤本三誉（不定期）
- CG：畑中一輝・福原麻衣（エイデック）（週替り）
- 取材：橋本直也、金城雅一、和内勉、三井進矢、近内徹、山口善弘、江崎真澄、豊田修(秀)二、根岸昴之、稲津勝、髙橋みちる、田中譲二、西山貴宣、西川亮、岡田和也、田中勇祐、元吉健二、虎谷道広、大塚伸之、綱本直、髙橋祐太、戸田統、細田和弘、土井政亜、鶴圭介、河越幸平、高倉芳和、徳山栄治、中矢寛規、上村直嗣、杉森賢治、林裕介、山本牧人、近藤匡史、佐野成美、岡田修治、依藤怜奈、高嶋俊宏、木塚樹、長谷川純也、中村陽一、森口祐輝、小林耕太郎（小林耕→2022年9月24日-12月は週替りディレクター兼務、以前は取材のみ►週替り東京スタッフ）、谷口友秀、梅本雅一、花ノ木厚志、早野秀彦、中川光宏、木谷公久（木谷→以前は週替りVE兼務）、近藤卓也、林隆之、山崎浩司、桑原俊明、山下康雄、渡邉力、祝嶺史郎、田高伸悟、手塚昌人、重田佑大、大中一、石脇篤洋、小林宏彰、高橋和也、宮一馬、山本忠勝、濱仲一、大徳隆一、橋本葉月、前原孝彦、大野倖輝、小林正範、中村茂昭、鷹觜浩司、村田太一、鎌田浩志、中村貴勲、小池弘晋、井澤徹、小西康広、梁川禎祐、東口博実、奥山太朗、中村憲一、山本祐吉、古川由麻、福場清正（週替り）
- 編集：定祐美佳（毎週）、鍬田峻史、松崎修三、浅田邦裕、赤井修二、小谷奈央、入江基樹、岩本佳典、関戸恵、水田年昭、川畑瑞仁、田中健一、古田成龍、芦田諒平、今村祐旗、加野理史、中久保貴司、福善勇介、藤谷圭太朗、中野英勝、秋山進吾、音尾康平、玉井章代、今井萌々香、田中博文、北田雅彦、佐々木徹、望月公介、福井直哉（週替り）
- 音効：中谷誠（基本毎週）、村木綾（不定期）
- MA：小鎚雄也（以前は不定期、基本毎週）、畦池有花（不定期）
- 美術：箕田英二、山下創平（山下→2023年7月1日-2025年3月29日）
- 美術進行：宮﨑友紀（つむら工芸、以前は週替り）
- スタイリスト：有吉麻美、池田美佳（池田→2021年4月3日-2025年3月29日）
- 人形制作：Kucci（以前は不定期）
- 制作協力：日本テレビ、NNN各局
- プロデューサー：遠藤慎也（2024年6月22日-）、植村勇太、上馬場雄介（共に2024年5月18日-、植村→2021年6月5日-2024年5月11日、上馬場→D担当回は2022年6月4日-2024年5月11日、共に演出兼務回があった）
- チーフプロデューサー：木村真二郎（2022年6月4日-2025年3月29日）
- 制作著作：ytv

### 過去のスタッフ（第2期）
- 演出/プロデューサー：関典明（2021年6月5日-2022年10月29日、以前は基本毎週演出）
- ディレクター：髙橋克哉、小熊充、村上圭、藤本佳成（村上→2021年3月はAD、2021年4月3日-2022年10月29日、藤本→2023年1月7日-2024年11月頃）
- AD：辻村俊亮（2021年3月6日-7月3日）、堀田真未（2021年3月6日-2022年8月13日）、森本真央（2021年3月6日-2023年3月25日）、茜勇希（2021年3月6日-2023年4月1日）、小谷菜月（2023年3月4日-5月27日）、森野紘行（2021年3月6日-2023年9月30日）、川勝友紀子（2021年3月6日-2023年10月28日）、曾憲沢（2021年3月6日-2023年12月23日）、天谷唯（2023年10月14日-2024年6月15日）、根間歩未（2024年3月23日-2025年3月15日）
- TD：前田義信、沖田一剛（週替り）
- TD/SW：藤井義行、野平浩二（週替り）
- TD/音声：谷口英雄（週替り）
- VE：米田忠義、安部展弘、上田好一、山岡宗馬（週替り）
- カメラ：助川主馬、脇阪祐司、米沢和樹、川野修治、古賀泰隆、杉村晃一、石田和也、岩崎寛（週替り）
- 音声：正木良、山崎多佳彦、池永裕一（週替り）
- 照明：吉田勝、河戸将克（基本毎週）、浜野眞治（週替り）、奥嶋駿介（不定期）
- CG：古橋新太郎・二角雄大（エイデック）（週替り）
- 取材：三戸航・木村光（アウルビジョン）、佐藤貴志（なんでん社）（週替り）
- 音効：副島圭祐（基本毎週）、寺本卓矢(也)、鈴木宗寿（不定期）
- MA：寺本卓矢(也)、西山直宏、古庄陽、品川泰宏（週替り）、堀内孝太郎（以前は基本毎週→週替り→基本毎週）
- 美術：石田由（2021年3月6日-2022年4月2日）、尾前江美（2021年3月6日-2023年6月24日・2024年8月10日・9月21日）
- 美術進行：山田有持（つむら工芸、2021年3月6日-2022年10月29日）・大森靖之・宮下直子（つむら工芸、2021年3月6日-2024年6月頃まで）
- スタイリスト：小田美佐子、知花理絵子（知花→2021年4月3日-数回）、秋山朋子（マージュ）
- プロデューサー：小俵靖之、土屋悠哉（共に演出担当回あり）、澤田享平（2022年1月22日-2024年6月8日、以前は演出兼務回があった）
- チーフプロデューサー：菱田雄介（2021年3月6日-2022年5月28日）